# ピンボールクエスト
『ピンボールクエスト』（PINBALL QUEST）は、トーセが開発しジャレコより1989年12月15日に発売されたファミリーコンピュータ用コンピュータピンボールゲーム。

## ゲーム内容
全部で4種類のゲームモードがあるピンボールゲーム。その中のひとつ、「R・P・G」はピンボールとロールプレイングゲームを融合させたようなモードとなっており、ステージ上のモンスターにボールを当てて倒して攻撃力を強化、スコアを稼いでお金を貯め、アイテムを購入するなどの要素がある。十字キーの左ボタンとAボタンでフリッパーを操作、十字キーの上下ボタンでフリッパーを上下に場所移動し、Bボタンを押す事で台揺らしをする事もできる。

### ゲームモード
「R・P・G」以外の3モードはコントローラーを交代で使用する事により、最大4人で遊ぶ事ができる。ボールが台の最下層へと落ちると1ミス、次のプレイヤーの番となる。

#### POP!POP!(ポップポップ)
ボウリングのピンが配置されている台。下部にあるピンを全て倒し、空いた穴に入るとボーナスゲームであるビリヤードがスタート。白い手玉を発射し赤玉をポケットに入れる。

#### VIVA!GOLF(ビバゴルフ)
ゴルフをモチーフにした台。下部の4つの穴からモグラが顔を出しており、全ての穴のモグラにボールを当てた後、上部の穴にボールを入れると大モグラが出てボーナススコアが入る。このモードは十字キー上下ボタンでのフリッパー上下場所移動はない。

#### CIRCUS(サーカス)
サーカスをモチーフにした台。下部にスロットが設置されている。スロットは穴にボールを入れる事により回り、出た役により様々な効果が起こり、その中にはボーナスゲームへの入り口が現れるというものもある。ボーナスゲームは球当て。動物に追いかけられているヒロイン(女の子)を、ボールを投げて動物に当て助ける。ボーナスゲームの自機は左右移動とボール投げしかできず、ヒロインにボールが当たったり、動物が落とす物に自機が当たったりするとボーナスゲーム終了となる。

#### R・P・G
ピンボールとロールプレイングゲームを融合させた、ピンボールRPG。主人公である「ボール君」をフリッパーで操作し、城の最上階に囚われている女の子(ミス・フリッパー)を助け出すという内容である。1人プレイ専用。
このモードではスコア=お金となっており、ボールを当ててモンスターを倒したり、オブジェクトにボールをぶつけたりするとお金であるG(ゴールド)が貯まっていく。モンスターを倒す事でAT値(アタックポイント)という値が上がっていき、これが高いほどモンスターに与えるダメージが大きくなる。ただし、ボールアウト(ボールが面の最下層へと落ちる)するとAT値が半分になってしまう。
面の面の間にはショップがあり、ここでお金を払ってアイテムを購入できる。アイテムはゲーム中にセレクトボタンを押す事で選択、使用できる。また、ショップには「ぬすむ」という選択肢もあり、これを選択すると泥棒する事ができる。成功するとアイテムがタダで手に入るが、失敗すると所持金が半分となる。
各面にはボスキャラクターがおり、これにボールをぶつけて倒すと次の面に進める。ボールアウトすると下の面に戻されるが、最初の面でボールアウトした場合は、特にペナルティなくゲームを再開できる。残機、ゲームオーバーといった概念はない。また、ボスキャラクターはフリッパーに対して攻撃してくることもあり、これによりAT値が0を下回ると、ボールアウトした時と同様に下の面に戻される。なお、ボスキャラクターは一度倒しておけば、ボールアウトし下の面に戻され再び同じ面に戻ってきた際、ボスを倒さずに次の面に進むことができる。
全6面構成。最終面、城の最上階にいるサタンを倒すとエンディングとなる。

##### アイテム
R・P・Gモードに登場するアイテムを記述する。
- SINGLE ST(500G) - サイドストッパー。面の下部の左右どちらかにストッパーを付けられる。一度ボールが当たると消えてしまう。
- FLOOR ST(2500G) - サイドストッパー。面の下部の左右どちらかにストッパーを付けられる。面をクリアするかボールアウトするまで有効。
- PERMAN.ST(30000G) - サイドストッパー。面の下部の左右両方にストッパーを付けられる。一度買えば何度でも使える。
- CENTER ST(8000G) - センターストッパー。面の下部の真ん中、フリッパーとフリッパーとの間にストッパーが付けられる。面をクリアするかボールアウトするまで有効。
- STRONG FL(40000G) - ストロングフリッパー。フリッパーの色が赤くなり、AT値が少しアップする。一度買って使えばゲームクリアまで有効。
- DEVIL FL(50000G) - デビルフリッパー。フリッパーの色が紫になり、AT値が大幅にアップする。ただし、時々フリッパーが動かなくなる。一度買って使えばゲームクリアまで有効。

その他に、5面にてポーションのようなアイテムが存在する。ボスキャラクターの攻撃を受けAT値が0を下回った際に即座に使用され、AT値を回復させる効果を持つ。

##### ステージ構成
R・P・Gモードの面構成を記述する。
- 1面 - 前庭。ボスはスケルトン。
- 2面 - 1F。ボスは魔女。
- 3面 - 2F。ボスはゴブリン。
- 4面 - 3F。ボスは悪の騎士。
- 5面 - 4F。ボスはハーピー。
- 6面 - 5F。ボスはサタン。

## スタッフ
- プランナー:KATSUPRO
- プログラム:ISHIZU、K.K、H.B
- デザイナー:ART 13、KATSUPRO
- ミュージックコンポーザー:HAYASHI(林安芸人)
- SPサンクス:TAKECHAN
- アドバイザー:S.M

## 移植版
| No. | タイトル                                     | 発売日        | 対応機種                  | 開発元             | 発売元             | メディア     | 備考                                                                             | 出典              |
| --- | -------------------------------------------- | ------------- | ------------------------- | ------------------ | ------------------ | ------------ | -------------------------------------------------------------------------------- | ----------------- |
| 1   | 8ビットコレクション ジャレコ Vol.2           | 2018年2月28日 | レトロデュオ （FC互換機） |                    | JNNEX              | ロムカセット | NES版の移植（言語が英語） 『忍者じゃじゃ丸くん』『エスパ冒険隊』とのカップリング |                   |
| 2   | ジャレコレ ファミコン編： ピンボールクエスト | 2024年8月1日  | Nintendo Switch           | シティコネクション | シティコネクション | ダウンロード | 日本版、海外版を収録                                                             | [ 7 ] [ 8 ] [ 9 ] |

Nintendo Switch版
シティコネクションがジャレコのファミリーコンピュータ用ソフトを移植するプロジェクト「ジャレコレ ファミコン編」シリーズの第1弾ソフトとして配信。日本版と海外版を同時収録している。「ジャレコレ」共通の機能として、巻き戻し、クイックセーブ&ロード、字幕ガイド、アチーブメントといった機能のほか、本作独自の機能として、「R・P・G」モードにて所持しているG(ゴールド)を常に可視化する「ボール君のお財布事情」という機能を搭載している。
採用した理由について、シティコネクションの上田祐美はファミ通とのインタビューの中で実際に遊ぶとまだ見ぬ世界を体験させられること、同社代表の吉川延宏は日本国外におけるピンボールの人気をそれぞれ挙げている。

## 評価
ゲーム誌『ファミコン通信』の「クロスレビュー」では合計24点（満40点）となっている。

## 関連作品
- ピンボ (1984年) - ジャレコよりアーケードで稼働されたコンピュータピンボール。
- ヒーロー集合!! ピンボールパーティ (1990年) - ジャレコよりゲームボーイで発売されたコンピュータピンボール。様々なジャレコのゲームキャラクターが登場する。